# Boulingrin (tramway de Rouen)
Pour les articles homonymes, voir Boulingrin.
Boulingrin est le terminus au Nord du tronc commun du tramway de Rouen, localement nommé « métro ». C'est l'unique station de la rive droite de la Seine à Rouen qui n'est pas souterraine. Elle est située place du Boulingrin à côté du boulevard de l'Yser dans le quartier Gare – Jouvenet.
Boulingrin est également un important pôle d'échange : La ligne T4 du Transport est-ouest rouennais (TEOR), plusieurs lignes de bus, un parc sécurisé pour les vélos et un parking pour les véhicules.

## Situation
Sur le réseau du tramway de Rouen, Boulingrin est le terminus au Nord du réseau établi au niveau du sol, avant l'entrée dans le tunnel qui permet de rejoindre la station souterraine de Beauvoisine sur le tronc commun des lignes Technopôle et Georges Braque .
Géographiquement, la station terminus de Boulingrin est située rive droite de la Seine, place du Boulingrin desservie par le boulevard de l'Yser, le boulevard de Verdun et l'avenue de la Porte-des-Champs.

## Histoire
L'inauguration du « Métrobus » se déroule le 16 décembre 1994 sur la place Bernard-Tissot. La mise en service de la station terminus Boulingrin a lieu le lendemain 17 décembre comme l'ensemble du réseau. 
En 2011-2012, d'importants travaux sont effectués pour le réaménagement du terminus de Boulingrin. Le chantier qui atteint 5,8 millions d'euros, a pour objectif de créer un véritable pôle d'échange transports en commun, sécurisé pour les piétons, entre le tramway, le TEOR et les bus. Le terminus du tramway passe de trois à quatre quais avec deux voies supplémentaires pour faciliter la montée et la descente des usagers. On note la « création d'un quai accessible aux personnes à mobilité réduite pour l'accès » au TEOR et la « création d'un parking vélo sécurisé ».
En 2012, les rames bleues Alsthom TFS (Tramway français standard) sont remplacées par des rames blanches Alstom Citadis série 402.

## Service des voyageurs

### Accueil
La station terminus Boulingrin est accessible de plain-pied par la place du Boulingrin, elle dispose d'un bâtiment et de trois quais dont un double.

### Desserte
Extrémité nord du tronc commun du réseau, le terminus de Boulingrin est desservi par les rames en provenance et à destination des terminus Technopôle et Georges Braque.

### Intermodalité
Le pôle d'échange du Boulingrin permet d'accéder aux arrêts des bus des lignes : F2, 22, 36 et t53 ; au parc sécurisé pour les vélos ; au parking pour les véhicules.